# Lapworth Cirque
Il Lapworth Cirque è un circo glaciale situato a ovest del Goldschmidt Cirque, nella parte orientale dei Monti Read, che fanno parte della Catena di Shackleton, nella Terra di Coats in Antartide. 
Nel 1967 fu effettuata una ricognizione aerofotografica da parte degli aerei della U.S. Navy. Un'ispezione al suolo fu condotta dalla British Antarctic Survey (BAS) nel periodo 1968-71.
Ricevette l'attuale denominazione nel 1971 dal Comitato britannico per i toponimi antartici (UK-APC), in onore del geologo britannico Charles Lapworth, che stabilì la successione stratigrafica nel sud della Scozia e definì il sistema Ordoviciano; fu professore di geologia e fisiografia all'Università di Birmingham nel periodo 1881-1913.